# Liste der Auslandsvertretungen der Türkischen Republik Nordzypern

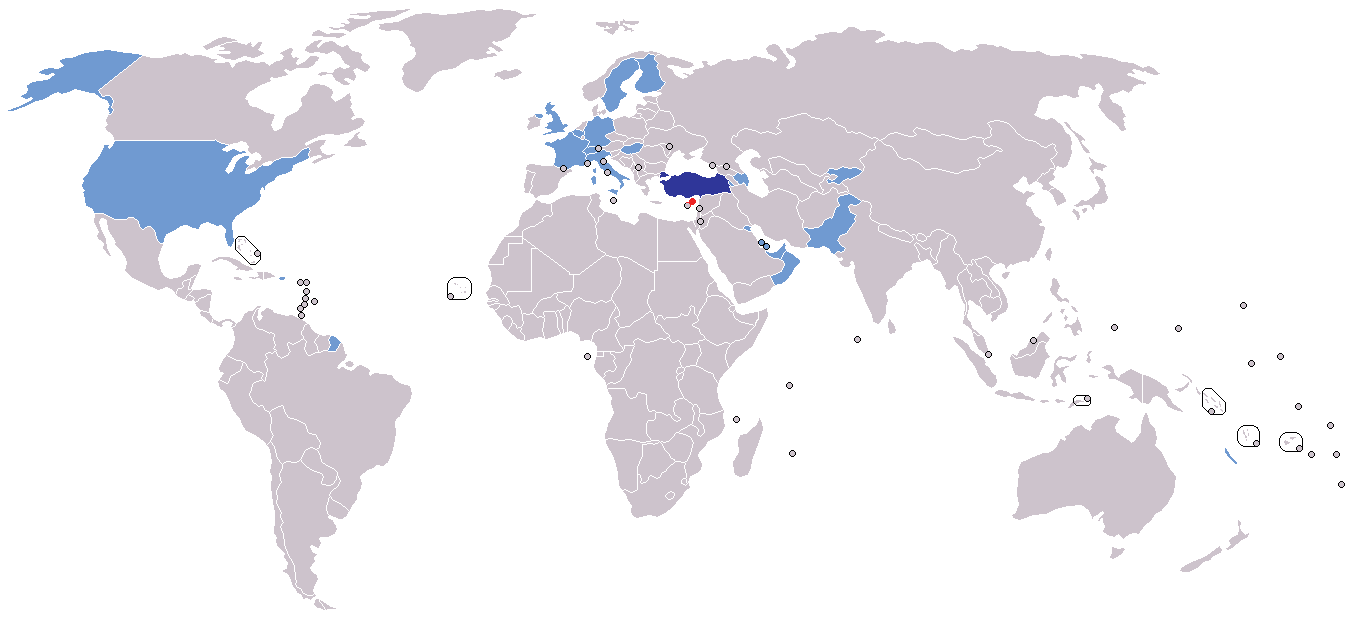
Standorte der diplomatischen Vertretungen der Türkische Republik Nordzypern
Botschaften
Vertretungsbüros

Dies ist eine Liste der internationalen Vertretungen der Türkischen Republik Nordzypern. Die Türkische Republik Nordzypern wird nur von der Türkei als eigenständig anerkannt und besitzt deshalb nur eine Botschaft in Ankara. Derzeit hat die Türkische Republik Nordzypern neben der einen Botschaft noch 18 weitere Vertretungen im Ausland.

## Internationale Vertretungen

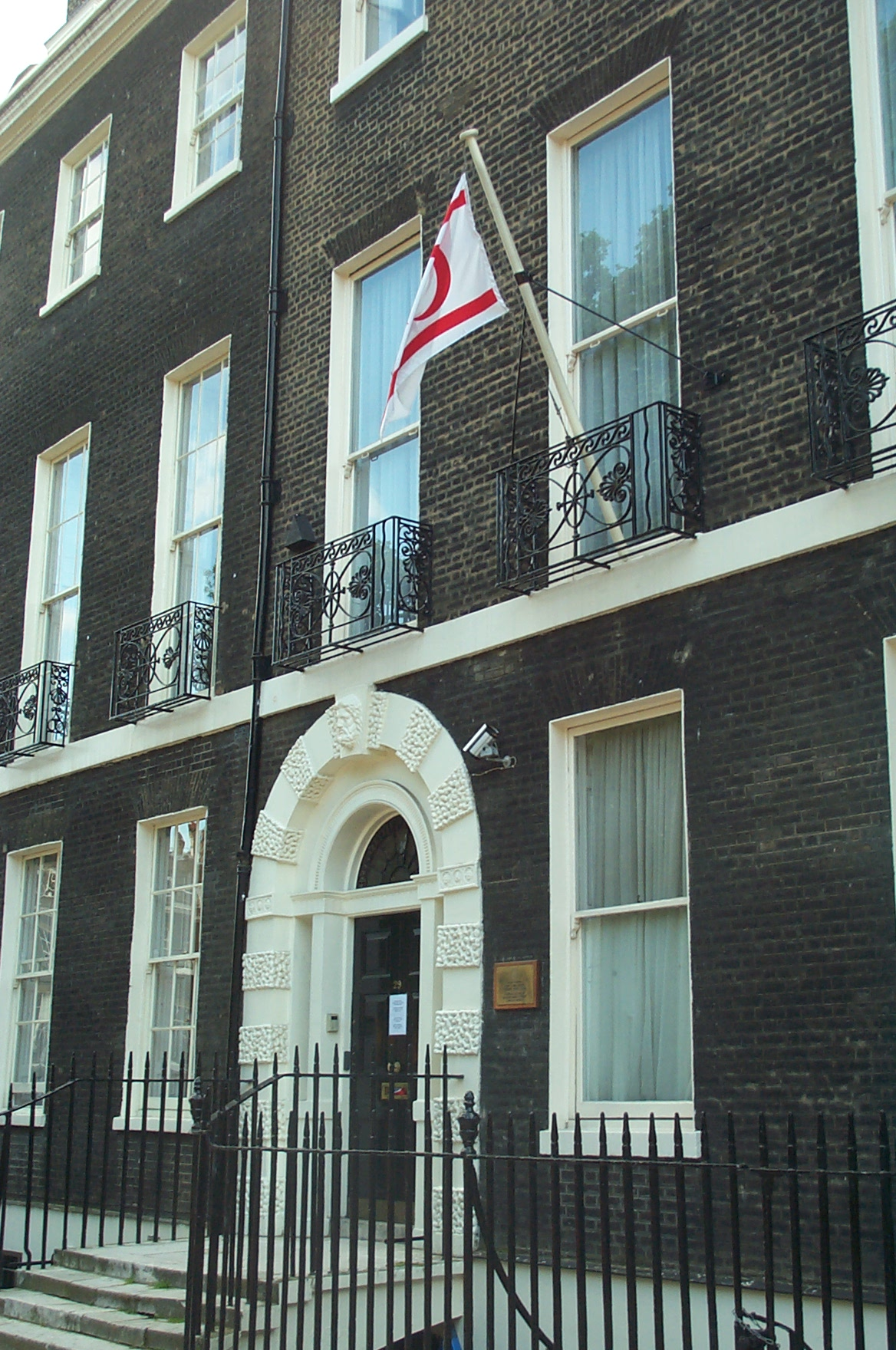
Vertretungsbüro der Türkischen Republik Nordzypern in London

### Amerika
- Vereinigte Staaten: New York, Vertretungsbüro
- Vereinigte Staaten: Washington, D.C., Vertretungsbüro

### Asien
| - Aserbaidschan: Baku, Vertretungsbüro - Bahrain: Manama, Vertretungsbüro - Israel: Tel Aviv, Vertretungsbüro - Katar: Doha, Vertretungsbüro - Kirgisistan: Bischkek, Wirtschafts- und Tourismusbüro - Kuwait: Kuwait, Vertretungsbüro | - Oman: Maskat, Vertretungsbüro - Pakistan: Islamabad, Vertretungsbüro - Türkei: Ankara, Botschaft - Türkei: Izmir, Generalkonsulat - Türkei: Mersin, Generalkonsulat - Vereinigte Arabische Emirate: Abu Dhabi, Vertretungsbüro |

### Europa
| - Belgien: Brüssel, Vertretungsbüro - Deutschland: Berlin, Vertretungsbüro - Italien: Rom, Vertretungsbüro - Schweden: Stockholm, Vertretungsbüro - Schweiz: Genf, Vertretungsbüro | - Türkei: Istanbul, Generalkonsulat - Ungarn: Budapest, Vertretungsbüro - Vereinigtes Königreich: London, Vertretungsbüro |

## Vertretungen bei internationalen Organisationen
- Europäische Union: Brüssel, Mission
- Vereinte Nationen: New York, Mission